# Clayton (Karolina Północna)
Clayton – miasto w Stanach Zjednoczonych, w stanie Karolina Północna, w hrabstwie Johnston.